# Horst Dittrich
Horst Ernst Dittrich (ur. 6 sierpnia 1911 w Grosszschocher-Windorf, zm. 17 lutego 1999 w Mengkofen) – zbrodniarz nazistowski, członek załogi niemieckiego obozu koncentracyjnego Buchenwald i SS-Hauptscharführer.
Z zawodu ślusarz. Członek NSDAP i SS (nr identyfikacyjny 41910). Pełnił służbę w Buchenwaldzie od lipca 1938 do grudnia 1942, gdzie kierował obozową zbrojownią. Od listopada 1941 do lutego 1942 był także członkiem Kommanda 99, które zajmowało się eksterminacją jeńców radzieckich. Osobiście rozstrzelał przynajmniej 40 z nich w obozowej stajni. 
Podczas głównego procesu zbrodniarzy z Buchenwaldu (US vs. Josias Prince Zu Waldeck i inni) był świadkiem oskarżenia. Sam Dittrich został osądzony za swoje zbrodnie również przez amerykański Trybunał Wojskowy w Dachau w procesie członków komanda 99 (US vs. Werner Alfred Berger i inni) i skazany na karę dożywotniego pozbawienia wolności.